# Sweltsa coloradensis
Sweltsa coloradensis is een steenvlieg uit de familie groene steenvliegen (Chloroperlidae). De wetenschappelijke naam van de soort is voor het eerst geldig gepubliceerd in 1898 door Banks.